# Ramsey Mereside
Ramsey Mereside är en by i Cambridgeshire i England. Byn är belägen 34 km 
från Cambridge. Orten har 695 invånare (2015).